# هنري غروسمان
هنري غروسمان (بالإنجليزية: Henry Grossman)‏ هو مصور أمريكي، ولد في 1936.